# 일본 천황 목록
이 글에서는 역대 일본 천황의 계보와 그 순서 및 이름을 밝힌다.

## 실제성
실제설에는 여러 가지 학설이 있지만, 역사학에서는 초기의 천황은 그 증거가 신화 등으로 실제 여부가 논란이 되어왔다. 또한 초대 천황인 진무 천황 이전은 ‘신대’로 불리며 신의 화신이나 신 그 자체라고 전한다.
- 2대 스이제이 천황부터 9대 가이카 천황까지의 천황은 실제하지 않았다는 설이 유력하다. 이른바 ‘결사 8대’(欠史八代)로 불리는 시대로, 초대인 진무 천황은 여기에 포함되지 않는다. 진무 천황의 사적은 10대 스진 천황과 일체라고 보는 견해도 있다.
- 10대 스진 천황부터 14대 주아이 천황까지는 실제하지 않았다는 설과 실제한 가능성이 있는 천황으로 하는 설이 있다.
- 15대 오진 천황 이후에는 실제했다는 견해가 유력하다.

이것이 전후의 대표적인 견해였다. 역대 일본 천황의 시호에 ‘신’(神)이라는 글자를 사용하는 경우는 진무 천황, 스진 천황, 오진 천황의 3대로, 그 관점에서 연구대상이 되는 경우도 많다.
420년경부터 480년경까지는 왜의 5왕의 시대이다. 이후 510년경까지 재위 기간이 짧은 6, 7명의 왕이 존재했으며, 야마토 왕권이 혼란을 겪었다. 이후 게이타이 천황이 즉위하면서 야마토 정권의 힘이 강해졌으며, 이후의 계보는 거의 정확한 것으로 보고 있다.

## 메이지 시대의 천황 계보의 변경
메이지 시대 이전의 역대 일본 천황의 계보는 지금과 약간 달랐다. 메이지 시대에 변경된 계보는 당시 존황론과 민족주의의 영향을 받은 것으로 보인다.
- 메이지 시대 이전에는 진구 황후를 제15대 천황으로 산정했지만, 이후에 제외되었다.
- 진무 천황에서 무라카미 천황까지는 사후의 한문풍 시호로 ‘○○천황’이라고 불렀지만, 레이제이 천황부터 고모모조노 천황까지는 ‘○○원 천황’이라고 부르고, 일반적으로는 ‘○○원(院)’이라고 부를 뿐, 천황의 칭호를 붙이지 않게 되었다(다만 안토쿠 천황과 고다이고 천황은 제외한다). 천황호가 부활하는 것은 고카쿠 천황부터이다. 메이지 시대 이후에는 모든 천황을 ‘○○천황’이라고 부르게 되었다. 다만 원호가 아닌 장소의 이름인 ‘고사이인 천황’까지 고사이 천황으로 변경한 점에 대해서는 이론이 있다.
- 임신의 난에서 패해 죽었다고 여겨지는 오오토모노 황자의 경우에는 천황으로 보지 않았지만, 1870년(메이지 3년)에 즉위했다고 생각하고 고분 천황으로 시호를 올렸다. 지금은 비즉위설이 유력하다.
- 47대 아와지 폐제에게 1870년에 준닌 천황으로 시호를 올렸다.
- 조큐의 난에서 패한 구조 폐제도 천황으로 산입하지 않았으나, 1870년에 주쿄 천황으로 시호를 올렸다.
- 1911년(메이지 44년)에 메이지 천황의 명으로, 남조 2대를 정통 천황으로 인정하고, 종래의 96대부터 100대까지의 천황을 북조로 보고 정통에서 제외하였다.
  - 남조의 노리요시 친왕은 천황이 아니었으나 즉위한 것으로 보고, 고무라카미 천황으로 시호를 올렸다.
- 1926년(다이쇼 15년)에 다이쇼 천황(실제는 섭정으로 있던 히로히토 황태자)의 명으로, 남조를 정통으로 한 이후에도 즉위의 여부에 대해 의견이 갈린 유타나리 친왕에 대해서도 즉위한 것으로 보고 조케이 천황으로 시호를 올렸다.

## 역대 일본 천황의 목록
범례
- 이 표는 메이지 시대에 역대 일본 천황으로 공인되어 현재 널리 알려진 목록이다.
- 일본에 태양력(사실은 그레고리력. 실제로 그레고리력의 채택이 공인된 것은 메이지 31년.)이 도입된 1873년 이전의 날짜는 그때 쓰인 태음태양력의 날짜를 서력에 환산한 것이기 때문에, 연말의 날짜는 서력과 다른 해를 가리키는 경우가 있음에 유의하라.
- 후대에 편찬된 키키를 제외하고는 역사서가 존재하지 않는 6세기 이전의 천황의 사적에 대해서는 의문이 많지만, 여기에서는 키키의 재위 연대 기록을 채용한다.
- 재위 기간에는 50대 간무 천황 이전의 천황은 즉위 일자를, 즉위에 앞서 왕위를 이은 51대 헤이제이 천황 이후의 천황은 천조(践祚) 일자를 표기한다.
- 일본의 천황은 사후에 올려진 정식 시호가 아니라, 올려진 형태이기는 하나 엄밀히 말하면 정식 시호가 아니고, 사후에 주류가 된 형태의 추호(일본어: 追号/ついごう)가 있다. 지명이나 궁호, 능호 따위를 딴 경우가 많다.

| 대수                | 재위                | 초상      | 시호                    | 시호                                                                                     | 연호 | 능호                                                             | 휘                                              | 비고                                                                                  | 비고                                                                                  | 비고                                                                                  |
| 대수                | 재위                | 초상      | 한풍시호                | 화풍시호                                                                                 | 연호 | 능호                                                             | 휘                                              | 비고                                                                                  | 비고                                                                                  | 비고                                                                                  |
| 신화 시대           | 신화 시대           | 신화 시대 | 신화 시대               | 신화 시대                                                                                | 신화 시대 | 신화 시대                                                        | 신화 시대                                       | 신화 시대                                                                             | 신화 시대                                                                             | 신화 시대                                                                             |
| ------------------- | ------------------- | --------- | ----------------------- | ---------------------------------------------------------------------------------------- | --- | ---------------------------------------------------------------- | ----------------------------------------------- | ------------------------------------------------------------------------------------- | ------------------------------------------------------------------------------------- | ------------------------------------------------------------------------------------- |
| 1                   | 660–585 BC          |           | 진무 (神武)             | 카무야마토 이와레비코노 미코토 (神倭伊波礼琵古命)                                        | | 우네비야마노우시토라노스미 능 (畝傍山東北陵)                     | 히코호호데미노 미코토 (彦火火出見尊)            | 전통적 연대. 태양의 여신 아마테라스 오미카미의 후손. 신화로 취급됨.                   | 전통적 연대. 태양의 여신 아마테라스 오미카미의 후손. 신화로 취급됨.                   | 전통적 연대. 태양의 여신 아마테라스 오미카미의 후손. 신화로 취급됨.                   |
| 2                   | 581–549 BC          |           | 스이제이 (綏靖)         | 간누 나카와미미노 스메라미코토 (神渟名川耳天皇 / 神沼河耳命)                             | | 쓰키다노오카노에 능 (桃花鳥田丘上陵)                             |                                                 | 전통적 연대. 진무의 3남. 신화로 취급됨                                                | 결 사 팔 대                                                                           | 결 사 팔 대                                                                           |
| 3                   | 549–511 BC          |           | 안네이 (安寧)           | 시키츠히코 타마데미노 미코토 (磯城津彦玉手看尊天皇)                                      | | 우네비야마노히쓰지사루노미호도노이노에 능 (畝傍山西南御陰井上陵) |                                                 | 전통적 연대. 스이제이의 적장자. 신화로 취급됨                                         | 결 사 팔 대                                                                           | 결 사 팔 대                                                                           |
| 4                   | 510–476 BC          |           | 이토쿠 (懿徳)           | 오야마토히코 스키토모노 미코토 (大日本彦耜友尊天皇)                                      | | 우네비야마노미나미노마사고노타니노에 능 (畝傍山南繊沙渓上陵)     |                                                 | 전통적 연대. 안네이의 차남. 신화로 취급됨                                             | 결 사 팔 대                                                                           | 결 사 팔 대                                                                           |
| 5                   | 475–393 BC          |           | 고쇼 (孝昭)             | 미마츠히코 카에시네노 미코토 (観松彦香殖稲天皇)                                          | | 와키가미노하카타노야마노에 능 (掖上博多山上陵)                   |                                                 | 전통적 연대. 이토쿠의 적장자. 신화로 취급됨                                           | 결 사 팔 대                                                                           | 결 사 팔 대                                                                           |
| 6                   | 392–291 BC          |           | 고안 (孝安)             | 오야마토 타라시히코 쿠니오시히토노 미코토 (大倭帯日子国押人命)                           | | 다마데노오카노에 능 (玉手丘上陵)                                 |                                                 | 전통적 연대. 고쇼의 차남. 신화로 취급됨                                               | 결 사 팔 대                                                                           | 결 사 팔 대                                                                           |
| 7                   | 290–215 BC          |           | 고레이 (孝霊)           | 오야마토 네코히코 후토니노 미코토 (大倭根子日子賦斗邇命)                                 | | 가타오카우마사카 능 (片丘馬坂陵)                                 |                                                 | 전통적 연대. 고안의 적장자. 신화로 취급됨                                             | 결 사 팔 대                                                                           | 결 사 팔 대                                                                           |
| 8                   | 214–158 BC          |           | 고겐 (孝元)             | 오야마토 네코히코 쿠니쿠루노 미코토 (大倭根子日子国玖琉命)                               | | 쓰루기노이케노시마노에 능 (劍池嶋上陵)                           |                                                 | 전통적 연대. 고레이의 적장자. 신화로 취급됨                                           | 결 사 팔 대                                                                           | 결 사 팔 대                                                                           |
| 9                   | 157–98 BC           |           | 가이카 (開化)           | 와카야마토 네코히코 오호비비노노 미코토 (若倭根子日子大毘毘命)                           | | 가스가노이자카와노사카노에 능 (春日率川坂上陵)                   |                                                 | 전통적 연대. 고겐의 차남. 신화로 취급됨                                               | 결 사 팔 대                                                                           | 결 사 팔 대                                                                           |
| 10                  | 97–30 BC            |           | 스진 (崇神)             | 미마키 이리히코 이니에노 미코토 (御眞木入日子印恵命)                                     | | 야마노베노미치노마가리노오카노에 능 (山邊道勾岡上陵)             |                                                 | 전통적 연대. 카이카의 차남. 실존이 시사되는 최초의 천황.                              | 전통적 연대. 카이카의 차남. 실존이 시사되는 최초의 천황.                              | 전통적 연대. 카이카의 차남. 실존이 시사되는 최초의 천황.                              |
| 11                  | 29 BC–70 AD         |           | 스이닌 (垂仁)           | 이쿠메 이리히코 이사치노 미코토 (伊久米伊理毘古伊佐知命)                                 | | 스가와라노후시미 동릉 (菅原伏見東陵)                             |                                                 | 전통적 연대. 스진의 적장자.                                                           | 전통적 연대. 스진의 적장자.                                                           | 전통적 연대. 스진의 적장자.                                                           |
| 12                  | 71년–130년          |           | 게이코 (景行)           | 오호 타라시히코 오시로와케노 미코토 (大足彦忍代別尊)                                     | | 야마노베노미치노에 능 (山辺道上陵)                               |                                                 | 전통적 연대. 스이닌의 3남.                                                            | 전통적 연대. 스이닌의 3남.                                                            | 전통적 연대. 스이닌의 3남.                                                            |
| 13                  | 131년–191년         |           | 세이무 (成務)           | 와카 타라시히코노 미코토 (稚足彦尊)                                                      | | 사키노타타나미노이케시리 능 (狭城盾列池後陵)                     |                                                 | 전통적 연대. 케이코의 아들.                                                           | 전통적 연대. 케이코의 아들.                                                           | 전통적 연대. 케이코의 아들.                                                           |
| 14                  | 192년–200년         |           | 주아이 (仲哀)           | 타라시 나카츠히코노 미코토 (足仲彦天皇 / 帯中日子天皇)                                   | | 에가노나가노 서릉 (惠我長野西陵)                                 |                                                 | 전통적 연대. 야마토 타케루의 아들. 케이코의 손자.                                     | 전통적 연대. 야마토 타케루의 아들. 케이코의 손자.                                     | 전통적 연대. 야마토 타케루의 아들. 케이코의 손자.                                     |
|                     | 201년–269년         |           | 진구 (神功)             | 오키나가 타라시히메노 미코토 (気長足姫尊 / 息長足姬尊)                                   | | 사키노타타나니노이케노에노 능 (狹城盾列池上陵)                   |                                                 | 전통적 연대. 주아이의 배우자. 아들 오진의 섭정으로 재임. 정식 천황으로는 쳐주지 않음. | 전통적 연대. 주아이의 배우자. 아들 오진의 섭정으로 재임. 정식 천황으로는 쳐주지 않음. | 전통적 연대. 주아이의 배우자. 아들 오진의 섭정으로 재임. 정식 천황으로는 쳐주지 않음. |
| 고훈 시대           |                     |           |                         |                                                                                          | |                                                                  |                                                 |                                                                                       |                                                                                       |                                                                                       |
| 15                  | 270년–310년         |           | 오진 (応神)             | 호무타와케노 미코토 (誉田別尊)                                                           | | 에가노모후시노오카 능 (惠我藻伏崗陵)                             |                                                 | 전통적 연대. 진구의 아들. 하치만 신으로 숭배됨.                                       | 전통적 연대. 진구의 아들. 하치만 신으로 숭배됨.                                       | 전통적 연대. 진구의 아들. 하치만 신으로 숭배됨.                                       |
| 16                  | 313년–399년         |           | 닌토쿠 (仁徳)           | 오오사자키노 미코토 (大鷦鷯尊)                                                           | | 모즈노미미하라 중릉 (百舌鳥耳原中陵)                             |                                                 | 전통적 연대. 오진의 사남.                                                             | 왜 오 왕                                                                              | 왜 오 왕                                                                              |
| 17                  | 400년–405년         |           | 리추 (履中)             | 오오에노 이사호와케노 미코토 (大兄去来穂別尊)                                            | | 모즈노미미하라 남릉 (百舌鳥耳原南陵)                             |                                                 | 전통적 연대. 닌토쿠의 장남.                                                           | 왜 오 왕                                                                              | 왜 오 왕                                                                              |
| 18                  | 406년–410년         |           | 한제이 (反正)           | 타지히 미즈하와케노 미코토 (多遅比瑞歯別尊)                                              | | 모즈노미미하라 북릉 (百舌鳥耳原北陵)                             |                                                 | 전통적 연대. 닌토쿠의 삼남.                                                           | 왜 오 왕                                                                              | 왜 오 왕                                                                              |
| 19                  | 411년–453년         |           | 인교 (允恭)             | 오아사즈마 와쿠고노 스쿠네 (雄朝津間稚子宿禰)                                            | | 에가노나가노 북릉 (恵我長野北陵)                                 |                                                 | 전통적 연대. 닌토쿠의 사남.                                                           | 왜 오 왕                                                                              | 왜 오 왕                                                                              |
| 20                  | 453년–456년         |           | 안코 (安康)             | 아나호노 미코토 (穴穂尊)                                                                 | | 스가하라노후시미노 서릉 (营原伏見西睖)                           |                                                 | 전통적 연대. 인교의 차남.                                                             | 왜 오 왕                                                                              | 왜 오 왕                                                                              |
| 21                  | 456년–479년         |           | 유랴쿠 (雄略)           | 오하츠세 와카타케루노 미코토 (大泊瀬幼武尊)                                              | | 다지히노타카와시노하라 능 (丹比高鷲原陵)                         |                                                 | 전통적 연대. 인교의 오남.                                                             | 왜 오 왕                                                                              | 왜 오 왕                                                                              |
| 22                  | 480년–484년         |           | 세이네이 (清寧)         | 시라카노 오야마토네코노 미코토 (白髪大倭根子命)                                          | | 가와치노사카토노하라 능 (河内坂門原陵)                           |                                                 | 전통적 연대. 유랴쿠의 삼남.                                                           | 전통적 연대. 유랴쿠의 삼남.                                                           | 전통적 연대. 유랴쿠의 삼남.                                                           |
| 23                  | 485년–487년         |           | 겐조 (顕宗)             | 오케노 이와스와케노 미코토 (袁祁之石巣別命)                                              | | 가타오카노이와츠키노오카노키타 능 (傍丘磐坏丘南陵)               | 오케 (弘計)                                     | 전통적 연대.                                                                          | 전통적 연대.                                                                          | 전통적 연대.                                                                          |
| 24                  | 488년–498년         |           | 닌켄 (仁賢)             | 오시노 미코토 (大石尊)                                                                   | | 하뉴노사카모토 능 (埴生坂本陵)                                   | 오오시(大脚) / 오오스 (大為)                    | 전통적 연대.                                                                          | 결 사                                                                                 | 결 사                                                                                 |
| 25                  | 498년–506년         |           | 부레츠 (武烈)           | 오하츠세노 와카사자키노 미코토 (小長谷若雀命)                                            | | 가타오카노이와쓰키노오카 북릉 (傍丘磐坏丘北陵)                   |                                                 | 전통적 연대.                                                                          | 결 사                                                                                 | 결 사                                                                                 |
| 26                  | 507년–531년         |           | 게이타이 (継体)         | 오오도노 스메라미코토 (雄大迹天皇)                                                       | | 미시마노아이노 능 (三嶋藍野陵)                                   | 오호도노(袁本杼)                                | 전통적 연대. 이 시기 이후로의 천황 재위는 대체로 신빙성 있다고 여겨짐                 | 결 사                                                                                 | 결 사                                                                                 |
| 27                  | 531년–535년         |           | 안칸 (安閑)             | 히로쿠니 오시타케 카나히노 미코토 (広国押建金日命)                                       | | 후루이치노타카야노오카 능 (古市高屋丘陵)                         | 마가리노 오오에 (勾大兄)                        | 전통적 연대.                                                                          | 결 사                                                                                 | 결 사                                                                                 |
| 28                  | 535년–539년         |           | 센카 (宣化)             | 타케오 히로쿠니 오시타테노 미코토 (建小広国押楯命)                                       | | 무사노츠키사카노에 능 (身狭桃花鳥坂上陵)                         | 히노쿠마노 타카타 (檜隈高田)                    | 전통적 연대.                                                                          | 결 사                                                                                 | 결 사                                                                                 |
| 아스카 시대         |                     |           |                         |                                                                                          | |                                                                  |                                                 |                                                                                       |                                                                                       |                                                                                       |
| 29                  | 539년–571년         |           | 긴메이 (欽明)           | 아메쿠니 오시하루키 히로니와노 스메라미코토 (天国排開広庭天皇)                           | | 히노쿠마노사카 합릉 (檜隈坂合陵)                                 |                                                 | 전통적 연대.                                                                          | 십 대                                                                                 | 십 대                                                                                 |
| 30                  | 572년–585년         |           | 비다츠 (敏達)           | 오사다노 누나쿠라노 후토타마시키노 미코토 (他田渟中倉太珠敷尊)                           | | 고우치노시나가노나카노오 능 (河内磯長中尾陵)                     |                                                 | 전통적 연대.                                                                          | 십 대                                                                                 | 십 대                                                                                 |
| 31                  | 585년–587년         |           | 요메이 (用明)           | 타치바나노 토요히노 스메라 미토코 (橘豊日尊)                                             | | 고우치노시나가노하라 능 (河内磯長原陵)                           | 이케노베노 (池辺)                               | 전통적 연대                                                                           | 십 대                                                                                 | 십 대                                                                                 |
| 32                  | 587년–592년         |           | 스슌 (崇峻)             | 하츠세베노 와카사사기노 스메라미코토 (長谷部若雀天皇)                                    | | 구라하시노오카 능 (倉梯岡陵)                                     | 하쓰세베노 (泊瀬部)                             | 전통적 연대.                                                                          | 십 대                                                                                 | 십 대                                                                                 |
| 33                  | 592–628             |           | 스이코 (推古)           | 토요미케 카시키야히메노 미코토 (豊御食炊屋姫尊)                                          | | 시나가노야마다 능 (磯長山田陵)                                   | 누카타베노 (額田部)                             | 전통적 연대. 신화 아닌 역사상 최초의 여자 천황. 쇼토쿠 태자가 섭정.                   | 십 대                                                                                 | 십 대                                                                                 |
| 34                  | 629년–641년         |           | 조메이 (舒明)           | 오키 나가타라시히 히로누카노 스메라미코토 (息長足日広額天皇)                             | | 오사카노우치 능 (押坂内陵)                                       | 타무라 (田村)                                   | 전통적 연대.                                                                          | 전통적 연대.                                                                          | 전통적 연대.                                                                          |
| 35                  | 642년–645년         |           | 고교쿠 (皇極)           | 아메토요 타카라이 카시히타라시 히메노 스메라미코토 (天豊財重日足姫尊)                    | | 오치노오카노에 능 (越智崗上陵)                                   | 타카라 (寶)                                     | 전통적 연대.                                                                          | 전통적 연대.                                                                          | 전통적 연대.                                                                          |
| 36                  | 645년–654년         |           | 고토쿠 (孝徳)           | 아메요로즈 토요히노 스메라미코토 (天万豊日天皇)                                          | 다이카 (大化) 하쿠치 (白雉)                                                                                           | 오오사카노시나가 능 (大阪磯長陵)                                 | 카루 (軽)                                       | 전통적 연대.                                                                          | 전통적 연대.                                                                          | 전통적 연대.                                                                          |
| 37                  | 655년–661년         |           | 사이메이 (斉明)         | 아메토요 타카라이 카시히타라시 히메노 스메라미코토 (天豊財重日足姫尊)                    | | 오치노오카노에 능 (越智崗上陵)                                   | 타카라 (寶)                                     | 전통적 연대.                                                                          | 전통적 연대.                                                                          | 전통적 연대.                                                                          |
| 38                  | 661년–672년         |           | 덴지 (天智)             | 아메미코토 히라카스와케노 미코토 (天命開別尊)                                            | | 야마시나 능 (山科陵)                                             | 카츠라기 (葛城)                                 | 전통적 연대.                                                                          | 전통적 연대.                                                                          | 전통적 연대.                                                                          |
| 39                  | 672년               |           | 고분 (弘文)             |                                                                                          | | 나가라노야마사키 능 (長等山前陵)                                 | 오오토모 (大友) / 이가 (伊賀)                   | 전통적 연대. 텐무에게 찬탈당함. 시호는 1870년에 추숭.                                 | 전통적 연대. 텐무에게 찬탈당함. 시호는 1870년에 추숭.                                 | 전통적 연대. 텐무에게 찬탈당함. 시호는 1870년에 추숭.                                 |
| 40                  | 672년–686년         |           | 텐무 (天武)             | 아메노 누나하라오키노 마히토노 스메라미코토 (天渟中原瀛真人天皇)                         | 슈초 (朱鳥) | 히노쿠마노오오치 능 (檜隈大内陵)                                 | 오오아마 (大海人)                               | 전통적 연대. 처음으로 덴노(天皇) 칭호를 사용하기 시작.                                | 전통적 연대. 처음으로 덴노(天皇) 칭호를 사용하기 시작.                                | 전통적 연대. 처음으로 덴노(天皇) 칭호를 사용하기 시작.                                |
| 41                  | 686년–697년         |           | 지토 (持統)             | 타카마노 하라히로노 히메노 스메라미코토 (高天原廣野姫天皇)                               | | 히노쿠마노오우치 능 (檜隈大内陵)                                 | 우노노사라라 (鸕野讚良)                         | 전통적 연대.                                                                          | 전통적 연대.                                                                          | 전통적 연대.                                                                          |
| 42                  | 697년–707년         |           | 몬무 (文武)             | 아메노 마무네 토요오호지노 스메라미코토 (天之真宗豊祖父天皇)                             | 다이호 (大宝) 게이운 (慶雲)                                                                                           | 히노쿠마노아코노에 능 (檜隈安古岡上陵)                           | 카루 (珂瑠)                                     | 전통적 연대.                                                                          | 전통적 연대.                                                                          | 전통적 연대.                                                                          |
| 43                  | 707–715             |           | 겐메이 (元明)           | 야마토네코 아마츠 미시로 토요쿠니 나리히메노 스메라미코토 (日本根子天津御代豊国成姫天皇) | 게이운 (慶雲) | 나호야마 동릉 (奈保山東陵)                                       | 아헤노 (阿閇)                                   | 전통적 연대.                                                                          | 전통적 연대.                                                                          | 전통적 연대.                                                                          |
| 나라 시대           |                     |           |                         |                                                                                          | |                                                                  |                                                 |                                                                                       |                                                                                       |                                                                                       |
| 43                  | 707년–715년         |           | 겐메이 (元明)           | 야마토네코 아마츠 미시로 토요쿠니 나리히메노 스메라미코토 (日本根子天津御代豊国成姫天皇) | 와도 (和銅) | 나호야마 동릉 (奈保山東陵)                                       | 아헤노 (阿閇)                                   | 전통적 연대.                                                                          | 전통적 연대.                                                                          | 전통적 연대.                                                                          |
| 44                  | 715년–724년         |           | 겐쇼 (元正)             | 야마토네코 타마미즈키요타라시히메노 스메라미코토 (日本根子高瑞浄足姫天皇)                | 레이키 (霊亀) 요로 (養老)                                                                                             | 나호야마 서릉 (奈保山西陵)                                       | 히다카 (氷高)                                   | 전통적 연대.                                                                          | 전통적 연대.                                                                          | 전통적 연대.                                                                          |
| 45                  | 724년–749년         |           | 쇼무 (聖武)             | 아메시루시 쿠니오시하라키 토요사쿠라히코노 스메라미코토 (天璽国押開豊桜彦天皇)           | 진키 (神亀) 덴표 (天平) 덴표칸포 (天平感宝)                                                                           | 사호야마 남릉 (佐保山南陵)                                       | 오비토 (首)                                     | 전통적 연대.                                                                          | 전통적 연대.                                                                          | 전통적 연대.                                                                          |
| 46                  | 749년–758년         |           | 고켄 (孝謙)             | 야마토네코노 스메라미코토 (倭根子天皇)                                                   | 덴표쇼호 (天平勝宝) 덴표호지 (天平宝字)                                                                               | 타카 능 (高野陵)                                                 | 아베 (阿倍)                                     | 전통적 연대.                                                                          | 전통적 연대.                                                                          | 전통적 연대.                                                                          |
| 47                  | 758년–764년         |           | 준닌 (淳仁)             |                                                                                          | 덴표호지 (天平宝字)                                                                                                   | 아와지노 능 (淡路陵)                                             | 오오이 (大炊)                                   | 전통적 연대. 쇼토쿠에게 폐위됨. 시호는 1870년 추존                                    | 전통적 연대. 쇼토쿠에게 폐위됨. 시호는 1870년 추존                                    | 전통적 연대. 쇼토쿠에게 폐위됨. 시호는 1870년 추존                                    |
| 48                  | 764년–770년         |           | 쇼토쿠 (稱德)           | 야마토네코노 스메라미코토 (倭根子天皇)                                                   | 덴표호지 (天平宝字) 덴표진고 (天平神護) 진고케이운 (神護景雲)                                                         | 타카 능 (高野陵)                                                 | 아베 (阿倍)                                     | 전통적 연대.                                                                          | 전통적 연대.                                                                          | 전통적 연대.                                                                          |
| 49                  | 770년–781년         |           | 고닌 (光仁)             | 아메무네 타카츠기노 미코토 (天宗高紹天皇)                                                | 호키 (宝亀) 덴오 (天応)                                                                                               | 타하라 동릉 (田原東陵)                                           | 시라카베 (白壁)                                 | 전통적 연대.                                                                          | 전통적 연대.                                                                          | 전통적 연대.                                                                          |
|                     | 사후 추존           |           | 스도 (崇道)             |                                                                                          | |                                                                  | 사와라 (早良)                                   | 전통적 연대.                                                                          | 전통적 연대.                                                                          | 전통적 연대.                                                                          |
| 50                  | 781–806             |           | 간무 (桓武)             | 야마토네코 아마츠 히츠기 이야데리노 미코토 (日本根子皇統弥照尊)                          | 덴오 (天応) 엔랴쿠 (延暦)                                                                                             | 카시와바라 능 (柏原陵)                                           | 야마베 (山部)                                   | 전통적 연대.                                                                          | 전통적 연대.                                                                          | 전통적 연대.                                                                          |
| 헤이안 시대         |                     |           |                         |                                                                                          | |                                                                  |                                                 |                                                                                       |                                                                                       |                                                                                       |
| 50                  | 781년–806년         |           | 간무(桓武)              | 야마토네코 아마츠 히츠기 이야데리노 미코토 (日本根子皇統弥照尊)                          | 엔랴쿠 (延暦) | 카시와바라 능 (柏原陵)                                           | 야마노베 (山部)                                 | 전통적 연대                                                                           | 전통적 연대                                                                           | 전통적 연대                                                                           |
| 51                  | 806년–809년         |           | 헤이제이 (平城)         | 야마토네코 아메오시쿠니 타카히코노 미코토 (日本根子天推国高彦尊)                         | 다이도 (大同) | 야마모모 능 (楊梅陵)                                             | 아테 (小殿)                                     | 전통적 연대                                                                           | 전통적 연대                                                                           | 전통적 연대                                                                           |
| 52                  | 809년–823년         |           | 사가 (嵯峨)             |                                                                                          | 다이도 (大同) 고닌 (弘仁)                                                                                             | 사가노야마노에 능 (嵯峨山上陵)                                   | 카미노 (神野)                                   | 전통적 연대. 간무의 2남.                                                              | 전통적 연대. 간무의 2남.                                                              | 전통적 연대. 간무의 2남.                                                              |
| 53                  | 823년–833년         |           | 준나 (淳和)             | 야마토네코 아메노타카유즈루이야토오노 미코토 (日本根子天高譲弥遠尊)                      | 고닌 (弘仁) 덴초 (天長)                                                                                               | 오하라노노니시노미네노에 능 (大原野西嶺上陵)                     | 오오토모 (大伴)                                 | 전통적 연대.                                                                          | 전통적 연대.                                                                          | 전통적 연대.                                                                          |
| 54                  | 833년–850년         |           | 닌묘 (仁明)             | 야마토네코 아마츠미시루시토요사토노 스메라미코토 (日本根子天璽豊聡慧天皇)                | 덴초 (天長) 조와 (承和) 가쇼 (嘉祥)                                                                                   | 후카쿠사 능 (深草陵)                                             | 마사라 (正良)                                   | 전통적 연대.                                                                          | 전통적 연대.                                                                          | 전통적 연대.                                                                          |
| 55                  | 850년–858년         |           | 몬토쿠 (文徳)           |                                                                                          | 가쇼 (嘉祥) 닌주 (仁寿) 사이코 (斉衡) 덴난 (天安)                                                                     | 타무라 능 (田邑陵)                                               | 미치야스 (道康)                                 | 전통적 연대.                                                                          | 전통적 연대.                                                                          | 전통적 연대.                                                                          |
| 56                  | 858년–876년         |           | 세이와 (清和)           |                                                                                          | 덴난 (天安) 조간 (貞観)                                                                                               | 미즈노오야마 능 (水尾山陵)                                       | 코레히토 (惟仁)                                 | 전통적 연대.                                                                          | 전통적 연대.                                                                          | 전통적 연대.                                                                          |
| 57                  | 876년–884년         |           | 요제이                  |                                                                                          | 조간 (貞観) 간교 (元慶)                                                                                               | 카구라오카 동릉 (神樂岡東陵)                                     | 사다아키라 (貞明)                               | 전통적 연대.                                                                          | 전통적 연대.                                                                          | 전통적 연대.                                                                          |
| 58                  | 884년–887년         |           | 코코 (光孝)             |                                                                                          | 간교 (元慶) 닌나 (仁和)                                                                                               | 노치노타무라 능 (後田邑陵)                                       | 토키야스 (時康)                                 | 전통적 연대.                                                                          | 전통적 연대.                                                                          | 전통적 연대.                                                                          |
| 59                  | 887년–897년         |           | 우다 (宇多)             |                                                                                          | 닌나 (仁和) 간표 (寛平)                                                                                               | 오우치야마 능 (大内山陵)                                         | 사다미 (定省)                                   | 전통적 연대.                                                                          | 전통적 연대.                                                                          | 전통적 연대.                                                                          |
| 60                  | 897년–930년         |           | 다이고 (醍醐)           |                                                                                          | 간표 (寛平) 쇼타이 (昌泰) 엔기 (延喜) 엔초 (延長)                                                                     | 노치노야마시나 능 (後山科陵)                                     | 미나모토노 코레자네 (源 維城) → 아츠히토 (敦仁) | 전통적 연대.                                                                          | 전통적 연대.                                                                          | 전통적 연대.                                                                          |
| 61                  | 930년–946년         |           | 스자쿠 (朱雀)           |                                                                                          | 엔초 (延長) 조헤이 (承平) 덴교 (天慶)                                                                                 | 다이고 능 (醍醐陵)                                               | 유타아키라 (寛明)                               | 전통적 연대.                                                                          | 전통적 연대.                                                                          | 전통적 연대.                                                                          |
| 62                  | 946년–967년         |           | 무라카미 (村上)         |                                                                                          | 덴교 (天慶) 덴랴쿠 (天暦) 덴토쿠 (天徳) 오와 (応和) 고호 (康保)                                                       | 무라카미 능 (村上陵)                                             | 나리아키라 (成明)                               | 전통적 연대.                                                                          | 전통적 연대.                                                                          | 전통적 연대.                                                                          |
| 63                  | 967–969             |           | 레이제이 (冷泉)         |                                                                                          | 고호 (康保) 안나 (安和)                                                                                               | 사쿠라모토 능 (櫻本陵)                                           | 노리히라 (憲平)                                 | 전통적 연대.                                                                          | 전통적 연대.                                                                          | 전통적 연대.                                                                          |
| 64                  | 969년–984년         |           | 엔유 (円融)             |                                                                                          | 안나 (安和) 덴로쿠 (天禄) 덴엔 (天延) 조겐 (貞元) 덴겐 (天元) 에이간 (永観)                                           | 노치노무라카미 능 (後村上陵)                                     | 모리히라 (守平)                                 | 전통적 연대.                                                                          | 전통적 연대.                                                                          | 전통적 연대.                                                                          |
| 65                  | 984년–986년         |           | 카잔 (花山)             |                                                                                          | 에이간 (永観) 간나 (寛和)                                                                                             | 카미야노호토리 능 (紙屋川上陵)                                   | 모로사다 (師貞)                                 | 전통적 연대.                                                                          | 전통적 연대.                                                                          | 전통적 연대.                                                                          |
| 66                  | 986년–1011년        |           | 이치조 (一条)           |                                                                                          | 간나 (寛和) 에이엔 (永延) 에이소 (永祚) 쇼랴쿠 (正暦) 조토쿠 (長徳) 조호 (長保) 간코 (寛弘)                           | 엔쿄지 북릉 (圓融寺北陵)                                         | 카네히토 (懐仁)                                 | 전통적 연대.                                                                          | 전통적 연대.                                                                          | 전통적 연대.                                                                          |
| 67                  | 1011년–1016년       |           | 산조 (三条)             |                                                                                          | 간코 (寛弘) 조와 (長和)                                                                                               | 키타야마 능 (北山陵)                                             | 오키사다 / 이야사다 (居貞)                      | 전통적 연대.                                                                          | 전통적 연대.                                                                          | 전통적 연대.                                                                          |
| 68                  | 1016년–1036년       |           | 고이치조 (後一条)       |                                                                                          | 조와 (長和) 간닌 (寛仁) 지안 (治安) 만주 (万寿) 조겐 (長元)                                                           | 보다이주인 능 (菩提樹院陵)                                       | 아츠히라 (敦成)                                 | 전통적 연대.                                                                          | 전통적 연대.                                                                          | 전통적 연대.                                                                          |
| 69                  | 1036년–1045년       |           | 고스자쿠 (後朱雀)       |                                                                                          | 조겐 (長元) 조랴쿠 (長暦) 조큐 (長久) 간토쿠 (寛徳)                                                                   | 엔쿄지 능 (圓乘寺陵)                                             | 아츠나가 / 아츠요시 (敦良)                      | 전통적 연대.                                                                          | 전통적 연대.                                                                          | 전통적 연대.                                                                          |
| 70                  | 1045년–1068년       |           | 고레이제이 (後冷泉)     |                                                                                          | 간토쿠 (寛徳) 에이쇼 (永承) 덴기 (天喜) 고헤이 (康平) 지랴쿠 (治暦)                                                   | 엔쿄지 능 (圓乘寺陵)                                             | 치카히토 (親仁)                                 | 전통적 연대.                                                                          | 전통적 연대.                                                                          | 전통적 연대.                                                                          |
| 71                  | 1068년–1073년       |           | 고산조 (後三條)         |                                                                                          | 지랴쿠 (治暦) 엔큐 (延久)                                                                                             | 엔쿄지 능 (圓宗寺陵)                                             | 타카히토 (尊仁)                                 | 전통적 연대.                                                                          | 전통적 연대.                                                                          | 전통적 연대.                                                                          |
| 72                  | 1073년–1087년       |           | 시라카와 (白河)         |                                                                                          | 엔큐 (延久) 조호 (承保) 조랴쿠 (承暦) 에이호 (永保) 오토쿠 (応徳)                                                     | 조보다이인 능 (成菩提院陵)                                       | 사다히토 (貞仁)                                 | 전통적 연대.                                                                          | 전통적 연대.                                                                          | 전통적 연대.                                                                          |
| 73                  | 1087년–1107년       |           | 호리카와 (堀河)         |                                                                                          | 오토쿠 (応徳) 간지 (寛治) 가호 (嘉保) 에이초 (永長) 조토쿠 (承徳) 고와 (康和) 조지 (長治) 가쇼 (嘉承)                 | 노치노엔쿄지 능 (後圓教寺陵)                                     | 타루히토 (善仁)                                 | 전통적 연대.                                                                          | 전통적 연대.                                                                          | 전통적 연대.                                                                          |
| 74                  | 1107년–1123년       |           | 토바 (鳥羽)             |                                                                                          | 가쇼 (嘉承) 덴닌 (天仁) 덴에이 (天永) 에이큐 (永久) 겐에이 (元永) 호안 (保安)                                         | 안라큐주인 능 (安樂壽院南陵)                                     | 무네히토 (宗仁)                                 | 전통적 연대.                                                                          | 전통적 연대.                                                                          | 전통적 연대.                                                                          |
| 75                  | 1123년–1142년       |           | 스토쿠 (崇徳)           |                                                                                          | 호안 (保安) 덴지 (天治) 다이지 (大治) 덴쇼 (天承) 조쇼 (長承) 호엔 (保延) 에이지 (永治)                               | 시라미네 능 (白峯陵)                                             | 아키히토 (顯仁)                                 | 전통적 연대.                                                                          | 전통적 연대.                                                                          | 전통적 연대.                                                                          |
| 76                  | 1142년–1155년       |           | 코노에 (近衛)           |                                                                                          | 에이지 (永治) 고지 (康治) 덴요 (天養) 규안 (久安) 닌페이 (仁平) 규주 (久寿)                                           | 안나쿠주인 남릉 (安樂壽院南陵)                                   | 나리히토 (躰仁)                                 | 전통적 연대.                                                                          | 전통적 연대.                                                                          | 전통적 연대.                                                                          |
| 77                  | 1155년–1158년       |           | 고시라카와 (後白河)     |                                                                                          | 규주 (久寿) 호겐 (保元)                                                                                               | 호주지 능 (法住寺陵)                                             | 마사히토 (雅仁)                                 | 전통적 연대.                                                                          | 전통적 연대.                                                                          | 전통적 연대.                                                                          |
| 78                  | 1158년–1165년       |           | 니조 (二条)             |                                                                                          | 호겐 (保元) 헤이지 (平治) 에이랴쿠 (永暦) 오호 (応保) 조칸 (長寛) 에이만 (永萬)                                       | 쿄루지 능 (香隆寺陵)                                             | 모리히토 (守仁)                                 | 전통적 연대.                                                                          | 전통적 연대.                                                                          | 전통적 연대.                                                                          |
| 79                  | 1165년–1168년       |           | 로쿠조 (六条)           |                                                                                          | 에이만 (永萬) 닌난 (仁安)                                                                                             | 세이카누지 능 (清閑寺陵)                                         | 요리히토 (順仁)                                 | 전통적 연대.                                                                          | 전통적 연대.                                                                          | 전통적 연대.                                                                          |
| 80                  | 1168–1180           |           | 타카쿠라 (高倉)         |                                                                                          | 닌난 (仁安) 가오 (嘉応) 조안 (承安) 안겐 (安元) 지쇼 (治承)                                                           | 노치노세이카누지 능 (後清閑寺陵)                                 | 노리히토 (憲仁)                                 | 전통적 연대.                                                                          | 전통적 연대.                                                                          | 전통적 연대.                                                                          |
| 81                  | 1180년–1185년       |           | 안토쿠 (安徳)           |                                                                                          | 지쇼 (治承) 요와 (養和) 주에이 (寿永)                                                                                 | 아미다지 능 (阿彌陀寺陵)                                         | 토키히토 (言仁)                                 | 전통적 연대.                                                                          | 전통적 연대.                                                                          | 전통적 연대.                                                                          |
| 가마쿠라 시대       |                     |           |                         |                                                                                          | |                                                                  |                                                 |                                                                                       |                                                                                       |                                                                                       |
| 82                  | 1183년–1198년       |           | 고토바 (後鳥羽)         |                                                                                          | 겐랴쿠 (元暦) 분지 (文治) 겐큐 (建久)                                                                                 | 오하라 능 (大原陵)                                               | 타카히라 (尊成)                                 | 전통적 연대.                                                                          | 전통적 연대.                                                                          | 전통적 연대.                                                                          |
| 83                  | 1198년–1210년       |           | 츠치미카도 (土御門)     |                                                                                          | 겐큐 (建久) 쇼지 (正治) 겐닌 (建仁) 겐큐 (元久) 겐에이 (建永) 조겐 (承元)                                             | 가네가하라 능 (金原陵)                                           | 타메히토 (為仁)                                 | 전통적 연대.                                                                          | 전통적 연대.                                                                          | 전통적 연대.                                                                          |
| 84                  | 1210년–1221년       |           | 준토쿠 (順徳)           |                                                                                          | 조겐 (承元) 겐랴쿠 (建暦) 겐포 (建保) 조큐 (承久)                                                                     | 오하라 능 (大原陵)                                               | 모리히라 / 모리나리 (守成)                      | 전통적 연대.                                                                          | 전통적 연대.                                                                          | 전통적 연대.                                                                          |
| 85                  | 1221년              |           | 추쿄 (仲恭)             |                                                                                          | 조큐 (承久) | 쿠조 능 (九條陵)                                                 | 카네히라 / 카네나리 (懐成)                      | 전통적 연대. 시호는 1870년 추숭.                                                      | 전통적 연대. 시호는 1870년 추숭.                                                      | 전통적 연대. 시호는 1870년 추숭.                                                      |
| 86                  | 1221년–1232년       |           | 고호리카와 (後堀河)     |                                                                                          | 조큐 (承久) 조오 (貞応) 겐닌 (元仁) 가로쿠 (嘉禄) 안테이 (安貞) 간기 (寛喜) 조에이 (貞永)                             | 칸논지 능 (觀音寺陵)                                             | 유타히토 (茂仁)                                 | 전통적 연대.                                                                          | 전통적 연대.                                                                          | 전통적 연대.                                                                          |
| 87                  | 1232년–1242년       |           | 시조 (四条)             |                                                                                          | 조에이 (貞永) 덴푸쿠 (天福) 분랴쿠 (文暦) 가테이 (嘉禎) 랴쿠닌 (暦仁) 엔오 (延応) 닌지 (仁治)                         | 쓰키나와 능 (月輪陵)                                             | 미츠히토 / 히데히토 (秀仁)                      | 전통적 연대.                                                                          | 전통적 연대.                                                                          | 전통적 연대.                                                                          |
| 88                  | 1242년–1246년       |           | 고사가 (後嵯峨)         |                                                                                          | 닌지 (仁治) 간겐 (寛元)                                                                                               | 사가 남릉 (嵯峨南陵)                                             | 쿠니히토 (邦仁)                                 | 전통적 연대.                                                                          | 전통적 연대.                                                                          | 전통적 연대.                                                                          |
| 89                  | 1246년–1260년       |           | 고후카쿠사 (後深草)     |                                                                                          | 간겐 (寛元) 호지 (寶治) 겐초 (建長) 고겐 (康元) 쇼카 (正嘉) 쇼겐 (正元)                                               | 후카쿠사 북릉 (深草北陵)                                         | 히사히토 (久仁)                                 | 전통적 연대.                                                                          | 전통적 연대.                                                                          | 전통적 연대.                                                                          |
| 90                  | 1260년–1274년       |           | 카메야마 (亀山)         |                                                                                          | 쇼겐 (正元) 분오 (文応) 고초 (弘長) 분에이 (文永)                                                                     | 카메야마 능 (龜山陵)                                             | 츠네히토 (恒仁)                                 | 전통적 연대.                                                                          | 전통적 연대.                                                                          | 전통적 연대.                                                                          |
| 91                  | 1274년–1287년       |           | 고우다 (後宇多)         |                                                                                          | 분에이 (文永) 겐지 (建治) 고안 (弘安)                                                                                 | 렌게부지 능 (蓮華峯寺陵)                                         | 요히토 (世仁)                                   | 전통적 연대.                                                                          | 전통적 연대.                                                                          | 전통적 연대.                                                                          |
| 92                  | 1287년–1298년       |           | 후시미 (伏見)           |                                                                                          | 고안 (弘安) 쇼오 (正応) 에이닌 (永仁)                                                                                 | 후카쿠사 북릉 (深草北陵)                                         | 히로히토 (熈仁)                                 | 전통적 연대.                                                                          | 전통적 연대.                                                                          | 전통적 연대.                                                                          |
| 93                  | 1298–1301           |           | 고후시미 (後伏見)       |                                                                                          | 에이닌 (永仁) 쇼안 (正安)                                                                                             | 후카쿠사 북릉 (深草北陵)                                         | 타네히토 (胤仁)                                 | 전통적 연대.                                                                          | 전통적 연대.                                                                          | 전통적 연대.                                                                          |
| 94                  | 1301년–1308년       |           | 고니조 (後二条)         |                                                                                          | 쇼안 (正安) 겐겐 (乾元) 가겐 (嘉元) 도쿠지 (徳治)                                                                     | 키타시라카와 능 (北白河陵)                                       | 쿠니하루 (邦治)                                 | 전통적 연대.                                                                          | 전통적 연대.                                                                          | 전통적 연대.                                                                          |
| 95                  | 1308년–1318년       |           | 하나조노(花園)          |                                                                                          | 도쿠지 (徳治) 엔쿄 (延慶) 오초 (応長) 쇼와 (正和) 분포 (文保)                                                         | 지라큐인노에 능 (十樂院上陵)                                     | 토미히토 (富仁)                                 | 전통적 연대.                                                                          | 전통적 연대.                                                                          | 전통적 연대.                                                                          |
| 96                  | 1318년–1339년       |           | 고다이고 (後醍醐)       |                                                                                          | 분포 (文保) 겐오 (元応) 겐코 (元亨) 쇼추 (正中) 가랴쿠 (嘉暦) 겐토쿠 (元徳) 겐코 (元弘) 겐무 (建武)                   | 도노오 능 (塔尾陵)                                               | 타카하루 (尊治)                                 | 전통적 연대.                                                                          | 전통적 연대.                                                                          | 전통적 연대.                                                                          |
| 남북조 시대 북조    |                     |           |                         |                                                                                          | |                                                                  |                                                 |                                                                                       |                                                                                       |                                                                                       |
|                     | 1331년–1333년       |           | 코곤 (光厳)             |                                                                                          | 쇼쿄 (正慶) | 야마쿠니 능 (山國陵)                                             | 카즈히토 (量仁)                                 | 전통적 연대. 고후시미의 삼남.                                                         | 비 정 통                                                                              | 비 정 통                                                                              |
|                     | 1336년–1348년       |           | 코묘 (光明)             |                                                                                          | 쇼쿄 (正慶) 랴쿠오 (暦応) 고에이 (康永) 조와 (貞和)                                                                   | 다이코오묘오지 능 (大光明寺陵)                                   | 유타히토 (豊仁)                                 | 전통적 연대.                                                                          | 비 정 통                                                                              | 비 정 통                                                                              |
|                     | 1348년–1351년       |           | 스코 (崇光)             |                                                                                          | 조와 (貞和) 간노 (観応)                                                                                               | 다이코오묘오지 능 (大光明寺陵)                                   | 오키히토 (興仁) / 마스히토 (益仁)               | 전통적 연대.                                                                          | 비 정 통                                                                              | 비 정 통                                                                              |
|                     | 1351년–1352년       |           | 공위기                  | 공위기                                                                                   | 공위기 | 공위기                                                           | 공위기                                          |                                                                                       | 비 정 통                                                                              | 비 정 통                                                                              |
|                     | 1352년–1371년       |           | 고코곤 (後光厳)         |                                                                                          | 분나 (文和) 엔분 (延文) 고안 (康安) 조지 (貞治) 오안 (応安)                                                           | 후카쿠사 북릉 (深草北陵)                                         | 이야히토 (弥仁)                                 | 전통적 연대.                                                                          | 비 정 통                                                                              | 비 정 통                                                                              |
|                     | 1371년–1382년       |           | 고엔유 (後円融)         |                                                                                          | 오안 (応安) 에이와 (永和) 고랴쿠 (康暦) 에이토쿠 (永徳)                                                               | 후카쿠사 북릉 (深草北陵)                                         | 오히토 (緒仁)                                   | 전통적 연대.                                                                          | 비 정 통                                                                              | 비 정 통                                                                              |
|                     | 1382년–1392년       |           | 고코마츠 (後小松)       |                                                                                          | 에이토쿠 (永徳) 시토쿠 (至徳) 가케이 (嘉慶) 고오 (康応) 메이토쿠 (明徳)                                               | 후카쿠사 북릉 (深草北陵)                                         | 모토히토 (幹仁)                                 | 전통적 연대. 1392년 남북조 통합.                                                      | 비 정 통                                                                              | 비 정 통                                                                              |
| 무로마치 시대       |                     |           |                         |                                                                                          | |                                                                  |                                                 |                                                                                       |                                                                                       |                                                                                       |
| 96                  | 1318년–1339년       |           | 고다이고 (後醍醐)       |                                                                                          | 겐무 (建武) 엔겐 (延元)                                                                                               | 도노오 능 (塔尾陵)                                               | 타카하루 (尊治)                                 | 전통적 연대.                                                                          | 남 조                                                                                 | 남 조                                                                                 |
| 97                  | 1339년–1368년       |           | 고무라카미 (後村上)     |                                                                                          | 엔겐 (延元) 고코쿠 (興国) 쇼헤이 (正平)                                                                               | 히노오 능 (檜尾陵)                                               | 노리요시 (義良) → 노리나가 (憲良)               | 전통적 연대.                                                                          | 남 조                                                                                 | 남 조                                                                                 |
| 98                  | 1368년–1383년       |           | 조케이 (長慶)           |                                                                                          | 쇼헤이 (正平) 겐토쿠 (建徳) 분추 (文中) 덴주 (天授) 고와 (弘和)                                                       | 사가 동릉 (嵯峨東陵)                                             | 유타나리 (寛成)                                 | 전통적 연대.                                                                          | 남 조                                                                                 | 남 조                                                                                 |
| 99                  | 1383년–1392년       |           | 고카메야마 (後龜山)     |                                                                                          | 고와 (弘和) 겐추 (元中)                                                                                               | 사가노오구라 능 (嵯峨小倉陵)                                     | 히로나리 (熙成)                                 | 전통적 연대.                                                                          | 남 조                                                                                 | 남 조                                                                                 |
| 100                 | 1392년–1412년       |           | 고코마츠 (後小松)       |                                                                                          | 메이토쿠 (明徳) 오에이 (応永)                                                                                         | 후카쿠사 북릉 (深草北陵)                                         | 모토히토 (幹仁)                                 | 전통적 연대. 1392년 남북조 통합.                                                      | 전통적 연대. 1392년 남북조 통합.                                                      | 전통적 연대. 1392년 남북조 통합.                                                      |
| 101                 | 1412년–1428년       |           | 쇼코 (称光)             |                                                                                          | 오에이 (応永) 쇼초 (正長)                                                                                             | 후카쿠사 북릉 (深草北陵)                                         | 미히토 (躬仁)                                   | 전통적 연대.                                                                          | 전통적 연대.                                                                          | 전통적 연대.                                                                          |
| 102                 | 1428년–1464년       |           | 고하나조노 (後花園)     |                                                                                          | 쇼초 (正長) 에이쿄 (永享) 가키쓰 (嘉吉) 분안 (文安) 호토쿠 (宝徳) 교토쿠 (享徳) 고쇼 (康正) 조로쿠 (長禄) 간쇼 (寛正) | 노치노야마쿠니 능 (後山國陵)                                     | 히코히토 (彦仁)                                 | 전통적 연대.                                                                          | 전통적 연대.                                                                          | 전통적 연대.                                                                          |
| 103                 | 1464–1500           |           | 고츠치미카도 (後土御門) |                                                                                          | 간쇼 (寛正) 분쇼 (文正) 오닌 (応仁)                                                                                   | 후카쿠사 북릉 (深草北陵)                                         | 후사히토 (成仁)                                 | 전통적 연대.                                                                          | 전통적 연대.                                                                          | 전통적 연대.                                                                          |
| 센고쿠 시대         |                     |           |                         |                                                                                          | |                                                                  |                                                 |                                                                                       |                                                                                       |                                                                                       |
| 103                 | 1464–1500           |           | 고츠치미카도 (後土御門) |                                                                                          | 오닌 (応仁) 분메이 (文明) 조쿄 (長享) 엔토쿠 (延徳) 메이오 (明応)                                                     | 후카쿠사 북릉 (深草北陵)                                         | 후사히토 (成仁)                                 | 전통적 연대.                                                                          | 전통적 연대.                                                                          | 전통적 연대.                                                                          |
| 104                 | 1500년–1526년       |           | 고카시와바라 (後柏原)   |                                                                                          | 메이오 (明応) 분키 (文亀) 에이쇼 (永正) 다이에이 (大永)                                                               | 후카쿠사 북릉 (深草北陵)                                         | 카츠히토 (勝仁)                                 | 전통적 연대.                                                                          | 전통적 연대.                                                                          | 전통적 연대.                                                                          |
| 105                 | 1526년–1557년       |           | 고나라 (後奈良)         |                                                                                          | 다이에이 (大永) 교로쿠 (享禄) 덴분 (天文) 고지 (弘治)                                                                 | 후카쿠사 북릉 (深草北陵)                                         | 토모히토 (知仁)                                 | 전통적 연대.                                                                          | 전통적 연대.                                                                          | 전통적 연대.                                                                          |
| 106                 | 1557년–1586년       |           | 오기마치 (正親町)       |                                                                                          | 고지 (弘治) 에이로쿠 (永禄) 겐키 (元亀)                                                                               | 후카쿠사 북릉 (深草北陵)                                         | 미치히토 (方仁)                                 | 전통적 연대.                                                                          | 전통적 연대.                                                                          | 전통적 연대.                                                                          |
| 아즈치모모야마 시대 |                     |           |                         |                                                                                          | |                                                                  |                                                 |                                                                                       |                                                                                       |                                                                                       |
| 106                 | 1557년–1586년       |           | 오기마치 (正親町)       |                                                                                          | 겐키 (元亀) 덴쇼 (天正)                                                                                               | 후카쿠사 북릉 (深草北陵)                                         | 미치히토 (方仁)                                 | 전통적 연대.                                                                          | 전통적 연대.                                                                          | 전통적 연대.                                                                          |
| 107                 | 1586년–1611년       |           | 고요제이 (後陽成)       |                                                                                          | 분로쿠 (文禄) 게이초 (慶長)                                                                                           | 후카쿠사 북릉 (深草北陵)                                         | 가타히토 (周仁)                                 | 전통적 연대.                                                                          | 전통적 연대.                                                                          | 전통적 연대.                                                                          |
| 에도 시대           |                     |           |                         |                                                                                          | |                                                                  |                                                 |                                                                                       |                                                                                       |                                                                                       |
| 107                 | 1586년–1611년       |           | 고요제이 (後陽成)       |                                                                                          | 게이초 (慶長) | 후카쿠사 북릉 (深草北陵)                                         | 가타히토 (周仁)                                 | 전통적 연대.                                                                          | 전통적 연대.                                                                          | 전통적 연대.                                                                          |
| 108                 | 1611년–1629년       |           | 고미즈노오 (後水尾)     |                                                                                          | 게이초 (慶長) 겐나 (元和) 간에이 (寛永)                                                                               | 츠키노와 능 (月輪陵)                                             | 코토히토 (政仁)                                 | 전통적 연대.                                                                          | 전통적 연대.                                                                          | 전통적 연대.                                                                          |
| 109                 | 1629년–1643년       |           | 메이쇼 (明正)           |                                                                                          | 간에이 (寛永) | 츠키노와 능 (月輪陵)                                             | 오키코 (興子)                                   | 전통적 연대.                                                                          | 전통적 연대.                                                                          | 전통적 연대.                                                                          |
| 110                 | 1643년–1654년       |           | 고코묘 (後光明)         |                                                                                          | 간에이 (寛永) 쇼호 (正保) 게이안 (慶安) 조오 (承応)                                                                   | 츠키노와 능 (月輪陵)                                             | 츠구히토 (紹仁)                                 | 전통적 연대.                                                                          | 전통적 연대.                                                                          | 전통적 연대.                                                                          |
| 111                 | 1655년–1663년       |           | 고사이 (後西)           |                                                                                          | 메이레키 (明暦) 만지 (万治) 간분 (寛文)                                                                               | 츠키노와 능 (月輪陵)                                             | 나가히토 (良仁)                                 | 전통적 연대.                                                                          | 전통적 연대.                                                                          | 전통적 연대.                                                                          |
| 112                 | 1663년–1687년       |           | 레이겐 (霊元)           |                                                                                          | 간분 (寛文) 엔포 (延宝) 덴나 (天和) 조쿄 (貞享)                                                                       | 츠키노와 능 (月輪陵)                                             | 사토히토 (識仁)                                 | 전통적 연대.                                                                          | 전통적 연대.                                                                          | 전통적 연대.                                                                          |
| 113                 | 1687년–1709년       |           | 히가시야마 (東山)       |                                                                                          | 조쿄 (貞享) 겐로쿠 (元禄) 호에이 (宝永)                                                                               | 츠키노와 능 (月輪陵)                                             | 아사히토 (朝仁)                                 | 전통적 연대.                                                                          | 전통적 연대.                                                                          | 전통적 연대.                                                                          |
| 114                 | 1709년–1735년       |           | 나카미카도 (中御門)     |                                                                                          | 쇼토쿠 (正徳) 교호 (享保)                                                                                             | 츠키노와 능 (月輪陵)                                             | 야스히토 (慶仁)                                 | 전통적 연대.                                                                          | 전통적 연대.                                                                          | 전통적 연대.                                                                          |
| 115                 | 1735년–1747년       |           | 사쿠라마치 (桜町)       |                                                                                          | 교호 (享保) 겐분 (元文) 간포 (寛保) 엔쿄 (延享)                                                                       | 츠키노와 능 (月輪陵)                                             | 아키히토 (昭仁)                                 | 전통적 연대.                                                                          | 전통적 연대.                                                                          | 전통적 연대.                                                                          |
| 116                 | 1747년–1762년       |           | 모모조노 (桃園)         |                                                                                          | 엔쿄 (延享) 간엔 (寛延) 호레키 (宝暦)                                                                                 | 츠키노와 능 (月輪陵)                                             | 사치노미야 도히토 (茶地宮 遐仁)                 | 전통적 연대.                                                                          | 전통적 연대.                                                                          | 전통적 연대.                                                                          |
| 117                 | 1762년–1771년       |           | 고사쿠라마치 (後桜町)   |                                                                                          | 호레키 (宝暦) 메이와 (明和)                                                                                           | 츠키노와 능 (月輪陵)                                             | 아케노미야 토시코 (緋宮 智子)                   | 전통적 연대.                                                                          | 전통적 연대.                                                                          | 전통적 연대.                                                                          |
| 118                 | 1771년–1779년       |           | 고모모조노 (後桃園)     |                                                                                          | 메이와 (明和) 안에이 (安永)                                                                                           | 츠키노와 능 (月輪陵)                                             | 히데히토 (英仁)                                 | 전통적 연대.                                                                          | 전통적 연대.                                                                          | 전통적 연대.                                                                          |
| 119                 | 1780년–1817년       |           | 코카쿠 (光格)           |                                                                                          | 덴메이 (天明) 간세이 (寛政) 교와 (享和) 분카 (文化)                                                                   | 노치노츠키노와 능 (後月輪陵)                                     | 사치노미야 토모히토 (祐宮 師仁)                 | 전통적 연대.                                                                          | 전통적 연대.                                                                          | 전통적 연대.                                                                          |
| 120                 | 1817년–1846년       |           | 닌코 (仁孝)             |                                                                                          | 분카 (文化) 분세이 (文政) 덴포 (天保) 고카 (弘化)                                                                     | 노치노츠키노와 능 (後月輪陵)                                     | 유타노미야 아야히토 (寛宮 恵仁)                 | 전통적 연대.                                                                          | 전통적 연대.                                                                          | 전통적 연대.                                                                          |
| 121                 | 1846년–1867년       |           | 고메이 (孝明)           |                                                                                          | 고카 (弘化) 가에이 (嘉永) 안세이 (安政) 만엔 (万延) 분큐 (文久) 겐지 (元治) 게이오 (慶應)                             | 노치노츠키노와 동산릉 (後月輪東山陵)                             | 히로노미야 오사히토 (煕宮 統仁)                 | 일세일원제 정착 이전의 마지막 천황                                                    | 일세일원제 정착 이전의 마지막 천황                                                    | 일세일원제 정착 이전의 마지막 천황                                                    |
| 일본제국 시대       |                     |           |                         |                                                                                          | |                                                                  |                                                 |                                                                                       |                                                                                       |                                                                                       |
| 122                 | 1867년-1912년       |           |                         |                                                                                          | 메이지 (明治) | 후시미모모 산릉 (伏見桃山陵)                                     | 사치노미야 무츠히토 (祐宮 睦仁)                 | 일본 제국의 초대 천황.                                                                | 일본 제국의 초대 천황.                                                                | 일본 제국의 초대 천황.                                                                |
| 123                 | 1912년–1926년       |           |                         |                                                                                          | 다이쇼 (大正) | 다마 능 (多摩陵)                                                 | 하루노미야 요시히토 (明宮 嘉仁)                 | 1921년-1926년 히로히토 황태자가 섭정으로서 대리청정.                                  | 1921년-1926년 히로히토 황태자가 섭정으로서 대리청정.                                  | 1921년-1926년 히로히토 황태자가 섭정으로서 대리청정.                                  |
| 124                 | 1926년–1989년       |           |                         |                                                                                          | 쇼와 (昭和) | 무사시 능 (武藏野陵)                                             | 미치노미야 히로히토 (迪宮 裕仁)                 | 일본 제국 체제의 마지막 천황이자 역대 네번째로장수한 천황.                            | 일본 제국 체제의 마지막 천황이자 역대 네번째로장수한 천황.                            | 일본 제국 체제의 마지막 천황이자 역대 네번째로장수한 천황.                            |
| 일본국 시대         |                     |           |                         |                                                                                          | |                                                                  |                                                 |                                                                                       |                                                                                       |                                                                                       |
| 124                 | 1926.12.25–1989.1.7 | \| \|     |                         |                                                                                          | 쇼와 (昭和) | 무사시 능 (武藏野陵)                                             | 미치노미야 히로히토 (迪宮 裕仁)                 | 일본 제국 체제의 마지막 천황이자 역대 네번째로장수한 천황.                            | 일본 제국 체제의 마지막 천황이자 역대 네번째로장수한 천황.                            | 일본 제국 체제의 마지막 천황이자 역대 네번째로장수한 천황.                            |
| 125                 | 1989.1.7-2019.4.30  |           |                         |                                                                                          | 헤이세이 (平成) |                                                                  | 츠구노미야 아키히토 (継宮 明仁)                 | 고카쿠 천황 이후 생전 퇴위.                                                           | 고카쿠 천황 이후 생전 퇴위.                                                           | 고카쿠 천황 이후 생전 퇴위.                                                           |
| 126                 | 2019.5.1-           |           |                         |                                                                                          | 레이와 (令和) |                                                                  | 히로노미야 나루히토 (浩宮 徳仁)                 | 재위 중.                                                                              | 재위 중.                                                                              | 재위 중.                                                                              |
|                     |                     |           |                         |                                                                                          | |                                                                  |                                                 |                                                                                       |                                                                                       |                                                                                       |

## 같이 보기
- 야마토 정권